# 劉多仁
劉多仁（韓語：유다인，1984年2月9日—），本名馬英善（韓語：마영선），韓國女演員。2011年以獨立電影《惠化，洞》一片勇奪多項新人女演員獎。

## 個人生活
劉多仁拍攝電影《惠化，洞》後與導演閔龍根（韓語：민용근）發展為戀人關係，2021年10月24日兩人結為伉儷。2022年10月27日劉多仁宣布懷孕，2023年4月3日誕下一女。

## 演出作品

### 電視劇
- 2005年：SBS《餅乾老師星星糖》飾演 劉多仁
- 2005年：SBS《愛情需要奇蹟》飾演 張京熙
- 2007年：KBS《Drama City—致我鄰居的一位年輕人》飾演 崔秀京
- 2009年：KBS《青春禮讚》飾演 李順英
- 2010年：KBS《戰友》
- 2011年：KBS《Drama Special—年輕時候我們高興》
- 2012年：KBS《普通的戀愛》飾演 金潤惠
- 2012年：SBS《美味人生》飾演 張珠嫻
- 2014年：MBC《更夫日誌》飾演 蓮夏
- 2014年：tvN《九數少年》飾演 朱多仁
- 2016年：MBC《再一次 Happy Ending》飾演 白多情
- 2016年：SBS《Doctors》飾演 趙仁珠
- 2016年：MBC《舉重妖精金福珠》飾演 高雅英
- 2018年：JTBC《Sketch》飾演 閔智秀（特別出演）
- 2020年：tvN《tvN Drama Stage—我有異議》飾演 安海善
- 2020年：KBS《出師表》飾演 尹熙秀

### 電影
- 2005年：《野獸與美女》饰演 美术馆解说员
- 2006年：《整容驚魂》饰演 秀京
- 2007年：《Her...那傢伙的她／Her... 그 녀석의 그녀》（短片）饰演 漫画家「她」
- 2008年：《神賦予的任務》饰演 申记者
- 2008年：《那個男人的書第198頁》饰演 墙少女
- 2010年：《不可饒恕》饰演 李秀珍
- 2011年：《惠化，洞（朝鲜语：혜화,동）》饰演 惠化
- 2011年：《委託人》饰演 徐贞雅
- 2012年：《借屍還魂》饰演 张夏妍
- 2012年：《天國的孩子們》饰演 裕珍
- 2012年：饰演 徐艺琳
- 2013年：《諜影殺機》饰演 崔京熙
- 2016年：《奧萊》饰演 娜莱
- 2017年：《未亡人／미망인》（短片）饰演 熙珍
- 2019年：《勢利眼》飾演 單宇靜
- 2021年：《死不開除》飾演 正恩
- 2022年：《日與月》饰演 敏喜
- 2023年：《郁金香模样》饰演 有田百合子／川北優子
- 2023年：《法外真相Havana》饰演 成允兒
- 2025年：《破碎》飾演 車文英

### MV
- 2007年：朴相敏〈別哭〉（與鄭俊鎬）
- 2007年：尹健〈愛情負債累累的日子〉
- 2007年：Nemo〈咒罵這可怕的愛情〉
- 2008年：KCM〈Only You〉
- 2014年：鮑比·基姆〈Apple〉
- 2016年：On the Road〈整理房間〉

## 獲獎與提名
| 年份   | 頒獎典禮                   | 獎項                 | 作品           | 結果 | 參考   |
| 2008年 | 第2届Mnet 20's Choice      | Hot CF明星奖         | 不適用         | 提名 | [ 6 ]  |
| 2010年 | 第36届首尔独立电影节       | 演员部门 独立明星奖  | 《惠化，洞》   | 獲獎 | [ 7 ]  |
| 2011年 | 第20届釜日電影獎           | 最佳新人女演员       | 《惠化，洞》   | 提名 | [ 8 ]  |
| 2011年 | 第48届大鐘賞               | 最佳新人女演员       | 《惠化，洞》   | 提名 | [ 9 ]  |
| 2011年 | 第31届韩国电影评论家协会奖 | 最佳新人女演员       | 《惠化，洞》   | 獲獎 | [ 10 ] |
| 2011年 | 第32届青龍電影獎           | 最佳新人女演员       | 《惠化，洞》   | 提名 | [ 11 ] |
| 2011年 | Cine21电影奖               | 年度新人女演员奖     | 《惠化，洞》   | 獲獎 | [ 12 ] |
| 2012年 | 第13届法國图尔亚洲电影节   | 最佳女主角           | 《惠化，洞》   | 獲獎 | [ 13 ] |
| 2012年 | 第26屆KBS演技大獎          | 女子獨幕劇優秀演技獎 | 《普通的戀愛》 | 獲獎 | [ 14 ] |
| 2021年 | 第38届伊朗黎明國際電影節   | 特別提名獎（女演員） | 《死不開除》   | 獲獎 | [ 3 ]  |

## 外部連結
- 劉多仁的Instagram帳戶
- 劉多仁在韩国电影数据库（KMDb）上的資料（韓語）
- 劉多仁在HanCinema的頁面（英文）